# SAR 80突擊步槍
SAR 80（英语全称：Singapore Assault Rifle 80，意為：80式新加坡突擊步槍）是一款由新加坡國防企業新加坡特許工業公司（英語：Chartered Industries of Singapore，簡稱：CIS）在1980年代後期自主研發和生產的傳統型突击步枪，發射5.56×45毫米北約口徑制式步枪子彈。

## 歷史
在上世紀60年代後期，新加坡武裝部隊（SAF）採用了美國AR-15的軍用型M16A1作為其主要制式步槍。但由於出現來自美國步槍的供應速度比較慢的難題，新加坡政府便購買了特別許可權並改在國內生產M16步槍，然後將其命名為M16S1。然而，國內的新加坡武裝部隊對於步槍需求有限，並不足以讓新加坡特許工業公司（Chartered Industries of Singapore，今已更名為新加坡科技動力）在經濟上維持其步槍工廠的運營。而且由於許可協議的要求，新加坡又不能擅自出口M16S1，新加坡特許工業公司雖多次不得不經過柯爾特和美國國務院的批准才能允許任何出口，但後來的事實證明，該公司實際上接到的大多數生產訂單都未獲得批准。
為了維持公司的生產經營和謀求進一步發展，1976年，新加坡特許工業公司決定開始研製自己的突擊步槍，目的是既可讓新加坡軍隊採用，也可以用來出口。
為了節省時間以儘快設計出成品，新加坡特許工業公司聘請了英國史特林軍備公司的工程師，包括其主設計師弗蘭克·沃特斯（Frank Waters）負責新步槍的研製工作。斯特林公司曾於1970年代初研製出自己的5.56毫米步槍的設計，即是史特林SAR-87突擊步槍（LAR）。但當斯特林公司改為收購了美國設計的阿瑪萊特AR-18突擊步槍的特許生產許可證並生產阿瑪萊特AR-18突擊步槍後，卻將LAR擱置一旁。雖然此時斯特林公司在法律上已經再沒有AR-18的特許生產授權，但其LAR的設計仍然有著可以利用的價值。加上憑藉著對AR-18的熟悉，這班英國人繞開了AR-18的專利為新加坡人設計了一種同時類似於LAR並具有一定的AR-18的元素的新型新加坡步槍。
第一個原型在1978年推出，樣槍被送到新加坡陸軍訓練研究所步兵學校進行試驗。根據試驗中發現的例如彈匣供彈不順等問題進行改進和再次試驗，最終在1984年設計定型並開始生產，新加坡軍隊將其定型為SAR 80。除了在一定程度上被新加坡武裝部隊使用外，也出口到一些國家，包括斯洛文尼亞、斯里蘭卡、索馬里和克羅地亞。

## 設計細節
SAR 80的結構原理和AR-18很相似，同樣是一枝結構簡單的氣動操作式擊發調變武器。它採用短行程活塞傳動型氣動式以推動大型槍機機框與轉拴式槍栓。
槍機機框安裝在後方的兩根復進簧導桿上。每個導桿周圍具有復進簧，而氣體活塞桿亦具有它自己的復進簧。槍機機頭具有多個閉鎖突筍。
SAR 80的機匣是由钢製的衝壓件所製成，而手槍握把、護木和槍托部份全部是由聚合物製成的。
彈藥使用與STANAG相兼容的4179標準彈匣供彈，所發射的步槍尔彈也是M193普通彈或M196曳光彈。
早期型SAR 80採用固定式槍托，改進以後的SAR 80採用摺疊式槍托，槍托展開時全槍長970毫米（38.19英吋），槍托摺疊時則長738毫米（29.06英吋），有效射程為400公尺（437.45码，1,312.34英尺）。
該步槍的導氣裝置上具有氣體調壓器，將導氣孔徹底關閉以後，可以從槍口安全地發射槍榴彈。
SAR 80的後繼槍型是SR-88突擊步槍。

## 其他使用

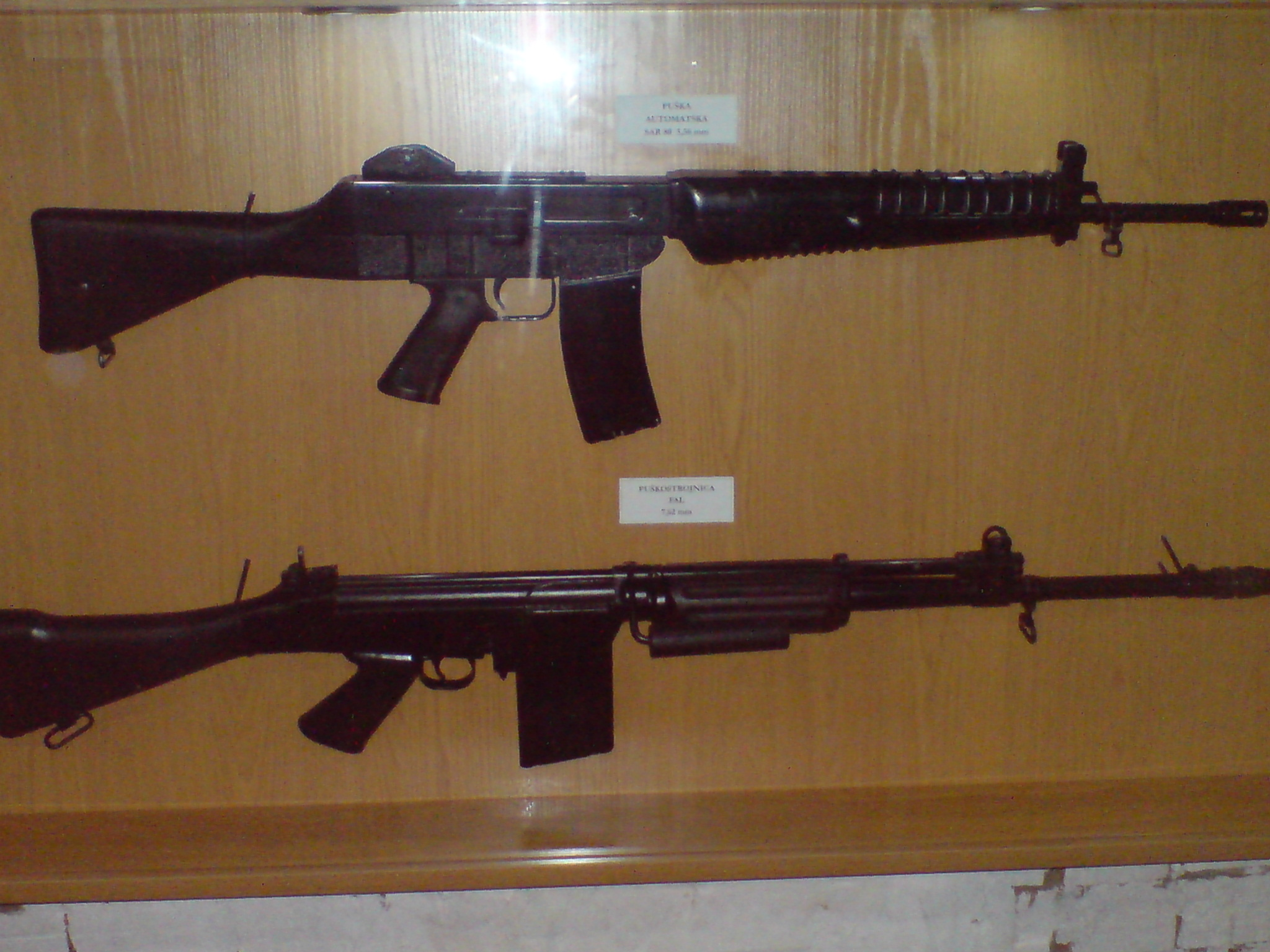
在武科瓦爾軍營展示的SAR 80（上）和FN FAL（下）。

據很多新加坡國外文章（包括詹氏槍械識別指南）的錯誤報告，這款武器被視為新加坡陸軍的制式突擊步槍。但事實上，它並沒有被廣泛採納，而新加坡士兵從來沒有接受過該武器的使用訓練。
雖然由於SAR 80的生產成本較低，操作上的可靠性相對的也較M16S1為高，最初新加坡軍隊亦有將其取代原來的M16S1的考慮。可惜由於SAR 80的人機工效比M16S1遜色，而質量也重於後者，導致它不受歡迎。其結果是，新加坡軍隊一共只購入了20,000枝SAR 80，大部分裝備了陸軍，與M16S1同時在軍隊中服役，而M16S1仍是新加坡武裝部隊的中流砥柱。直到現在，這20,000枝SAR 80與M16S1都已經被新型的SAR 21突擊步槍所取代，大部分SAR 80都被淘汰，只有少量SAR 80保留在新加坡警察的軍械庫及軍隊的後勤單位中使用，具體數目不詳。
SAR 80也出口到其他一些國家，例如斯里蘭卡、索馬里和克羅地亞等國，但數量不多。

## 使用國
- - 克羅地亞軍隊[2]
- 尼泊尔
  - 尼泊爾軍隊（英语：Nepalese Armed Forces）
- 新加坡
  - 新加坡武裝部隊（1984年開始採用）[2]
- 斯洛維尼亞
  - 斯洛文尼亞軍隊（英语：Military of Slovenia）[3]
- ：1980年代，索馬里接收到一批SAR 80。[3]
- 斯里蘭卡

## 資料來源
1. ↑  現已改稱為新加坡科技動力（簡稱：ST Kinetics）
2. 1 2  .   [2006-06-06]. （原始内容存档于2006-06-19）.
3. 1 2  C. J., CHIVERS. . The New York Times (The New York Times Company). January 25, 2012  [23 March 2013]. （原始内容存档于2013-05-12）.

## 外部連結
- （英文）—Modern Firearms—SAR-80
- （英文）—Security Arms－Sterling Assault Rifle（页面存档备份，存于）
- （英文）—The Truth About Guns－Who’s SARy Now?（页面存档备份，存于）
- （简体中文）—D Boy Gun World（槍炮世界）—SAR-80突击步枪（页面存档备份，存于）